# Emirat Bejhan
Emirat Bejhan (arapski: إمارة بيحان‎ = Imārat Bayhān) bio je vazalna feudalna država Britanskog Carstva koja je postojala od 1890. do 1967. godine na jugu Arapskog poluotoka istočno od luke Aden. Danas je teritorij ovog bivšeg emirata dio jemenske muhafaze Šabve.
Glavni grad ovog emirata bio je grad Suq Abdulla, danas se zove Beihan (ili Bayhan al Qisab)

## Povijest
Vladarski plemenski klan, obitelj - Hashimi, postali su vladari Bejhana u drugoj polovici 18. stoljeća. Pred kraj 19. stoljeća, Bejhan je došao pod Britanski uticaj Britanijom i postao dio Protektorata Aden. Potom je Emirat Bejhan 1959. bio jedan od osnivača nove britanske kolonijalne tvorevine Federacije Arapskih Emirata Juga. Nakon toga Bejhan je bio jedan od prvih 15 članova osnivača Južnoarapske Federacije 1962. godine.
Posljednji emir ove feudalne države bio je Sharif Salih ibn al-Husayn al-`Abili, on je razvlašćen 1967. kad je ukinut Emirat Bejhan, te osnovana Narodna Republika Južni Jemen, koja se ujedinila s Sjevernim Jemenom 22. svibnja 1990. u današnju državu Republiku Jemen.

## Emiri Emirata Bejhan
- Sharif al-Husayn ibn Qays al-Hashimi, oko 1750. – 1800.
- Suqbil ibn al-Husayn Abu al-Qaysi, oko 1800. – 1820.
- Sharif al-Barak ibn `Abil, oko  .... - ....
- Sharif Muhsin ibn al-Barak, oko .... - 1903.
- Sharif Ahmad ibn Muhsin al-`Abili, 1903. – 1935.
- Husain bin Ahmad Al Muhsin (vladao kao regent umjesto Sharif Saliha), 1935. – 1967.
- Sharif Salih ibn al-Husayn al-`Abili (rođen 1935., formalni emir), 1935. - srpanj 1967.[1]

## Poveznice
- Kolonija Aden
- Protektorat Aden
- Federacija Arapskih Emirata Juga
- Južnoarapska Federacija

## Vanjske poveznice
- Zemljovid Arapskog polutoka 1905. - 1923.